# The Giant Behemoth
The Giant Behemoth (titlu alternativ The Behemoth, the Sea Monster) este un film din 1959, regizat de Eugène Lourié și interpretat de actorii Gene Evans și Andrè Morell.

## Distribuție
- Gene Evans
- André Morell

## Vezi și
- Listă de filme americane din 1959
- Listă de filme britanice din 1959